# 고트뱅크

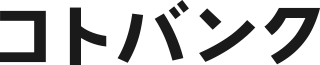

고트뱅크(コトバンク) 또는 코토뱅크(Kotobank)는 사용자가 출판사 등이 제공하는 사전, 백과사전, 데이터베이스를 검색할 수 있는 일본어 온라인 백과사전이다. 보이지 마케팅(Voyage Marketing Co.)에서 운영한다. 출시 당시 서비스 이름은 로마자로 되어 있었지만 이후 가타카나로 표시되었다.

## 같이 보기
- 틀:고트뱅크